# Рут, Элиу
Элиу Рут (англ. Elihu Root; 15 февраля 1845 года, штат Нью-Йорк — 7 февраля 1937 года, Нью-Йорк) — американский политик и государственный деятель, лауреат Нобелевской премии мира за 1912 год.

## Биография
Родился в городе Клинтон в штате Нью-Йорк в семье Орена Рута и Нэнси Уитни Баттрик. Отец был профессором математики в гамильтоновском колледже (англ. Hamilton College), который в 1864 году окончил с отличием и Элиу Рут. В 1867 году окончил юридическую школу Университета Нью-Йорка (англ. NYU Law). Занимался юридической практикой. Масон.
В 1878 году Рут женился на Кларе Фрэнсис Уэйлс, дочери редактора журнала Scientific American.
В 1883—1885 годах занимал пост прокурора южного округа Нью-Йорка.
В 1899—1904 годах занимал пост военного министра США при президентах Мак-Кинли и Рузвельте. На посту министра обороны основал Военный колледж, расширил Военную академию в Вест-Пойнте и усилил федеральный контроль над Национальной гвардией.
В 1905 году, после смерти Джона Хэя, президент Рузвельт назначил Рута государственным секретарём. На посту государственного секретаря реформировал консульскую службу, поддерживал политику «открытых дверей» на Дальнем Востоке. В 1906 году посетил 3-ю Панамериканскую конференцию в Рио-де-Жанейро, убеждал правительства латиноамериканских стран участвовать в Гаагской мирной конференции. В 1907 году организовал центральноамериканскую мирную конференцию в Вашингтоне. В 1908 году заключил соглашение Рута—Такахиры с Японией (англ. Root–Takahira Agreement).
В 1909—1915 годах Рут был сенатором от Нью-Йорка. В 1917 году, после Февральской революции в России Рут был отправлен в Советскую Россию со специальной миссией, в которую, кроме него, входили вице-президент Американской федерации труда Джеймс Дункан (англ. James Duncan), социалист Чарльз Рассел (англ. Charles Edward Russell), генерал Хью Скотт (англ. Hugh L. Scott), адмирал Джеймс Гленнон, нью-йоркский банкир С. Бертрон (англ. S. R. Bertron), президент компании по производству механических жаток «Интернешнл Харвестер Компани» Сайрус Маккормик (англ. Cyrus H. McCormick), деятель YMCA Джон Мотт и прибывший в Россию ранее промышленник Чарльз Крейн. Рут возвратился в Вашингтон, излучая малооправданный оптимизм и веру в ещё сохранившиеся у России силы и военный энтузиазм. Вильсон, ожидавший большего от миссии, винил в ее малой результативности Рута, к которому, считал президент, в России испытывали недоверие. Сам Рут также мало доверял Вильсону: «Вильсон и не хотел чего-либо добиться. Он стремился продемонстрировать свои симпатии российской революции. Когда мы передали его послание и произнесли свои речи, он был удовлетворён, это было все, что он хотел». После Октябрьского переворота настаивал на необходимости суда над В. И. Лениным по обвинению в государственной измене с обязательным смертным приговором.
Участвовал в создании Лиги Наций.
Являлся одним из учредителей Совета по международным отношениям.
Участвовал в работе Парижской мирной конференции. В 1921—1922 годах Рут представлял США на Вашингтонской морской конференции.

## Сочинения
- Citizen’s Part in Government. Yale University Press, 1911.
- Experiments in Government and the Essentials of the Constitution. Princeton University Press, 1913.
- Addresses on International Subjects. Harvard University Press, 1916.
- Military and Colonial Policy of the United States. Harvard University Press, 1916.
- Miscellaneous Addresses. Harvard University Press, 1917.
- The United States and the War. The Mission in Russia, 1918.
- Men and Policies: Addresses by Elihu Root. Harvard University Press, 1925.

## Киновоплощение
- 1971 — «Николай и Александра», США. В роли Элиу Рута — Александер Нокс